# 八坂町 (名古屋市)
八坂町（やさかちょう）は、愛知県名古屋市西区の地名。

## 歴史

### 町名の由来
八坂神社が鎮座することによる。

### 沿革
- 1871年（明治4年） - 『角川日本地名大辞典』は、この年に栄村（さこむら）の栄出（さこので）町が改称し、愛知郡八坂町となったとする[2]。
- 1878年（明治11年）12月28日 - 『なごやの町名』は、この日に栄村より分離し、名古屋区八坂町となったとする[3]。
- 1889年（明治22年）10月1日 - 名古屋市成立により、同市八坂町となる[3]。
- 1908年（明治41年）4月1日 - 西区編入により、同区八坂町となる[3]。
- 1941年（昭和16年）1月15日 - 西区千田町・藤ノ宮通・亀入町の各一部を編入する[3]。
- 1987年（昭和62年）10月12日 - 一部が西区枇杷島一丁目に編入される[4]。